# 平凡傳奇
《平凡傳奇》（日語：テイルズ オブ コモンズ），於2005年10月14日由南梦宫万代游戏開發的手機遊戲。《傳奇》獨有RPG名稱為「改變的世界 堅信的情感 一同起步的RPG」。《平凡傳奇》是第二款手機上完全原創的作品，人物設計由椎名優負責。簡稱「TOC」。

## 人物介紹
- 阿爾法/ (Alvin)

聲：岡田貴之
本作主角。喜好冒險，好奇心非常旺盛的男孩，武器為單手劍
- 賽菲娜/ (Sefina)

聲：河原木志穂
本作女主角。
- 清雲 (Seiun)

聲：青山穰
華皇旅團持國方面隊長。非常很有禮儀的性格，但也有很頑固的一面。武器為刀，非常擅長二刀流
- 優/ (You)

聲：岡嶋妙
不知在考慮什麼的不可思議少女，非常天然的性格。武器為雨傘

## 主題曲
- 植村花菜：《奇蹟》（キセキ）

## 外部連結
- （日語）傳奇系列官網連結 （页面存档备份，存于）
- （日語）NAMCO BANDAI Games Inc統合網站 （页面存档备份，存于）